# Берёзовая (приток Чира)
Берёзовая (устар. Березовка) — река в России, протекает по Ростовской области. Левый приток реки Чир в 30 км от её устья. Длина реки — 63 км, площадь водосборного бассейна — 524 км².

## Описание
Берёт начало у хутора Слепихин Обливского района. Далее вниз по течению проходит рядом с хутором Трухин, через хутор Кривов, далее — рядом с хутором Черновским, через хутора Самохин, Нестеркин, Фролов, Сеньшин и Ковыленский, южнее которого впадает в реку Чир.

## Данные водного реестра
По данным государственного водного реестра России относится к Донскому бассейновому округу, водохозяйственный участок реки Чир. Речной бассейн реки — Дон (российская часть бассейна).